# Pottsboro
Pottsboro és una població dels Estats Units a l'estat de Texas. Segons el cens del 2000 tenia 1.579 habitants.

## Demografia
Segons el cens del 2000, Pottsboro tenia 1.579 habitants, 586 habitatges, i 454 famílies. La densitat de població era de 213,9 habitants/km².
Dels 586 habitatges en un 43,5% hi vivien nens de menys de 18 anys, en un 57,3% hi vivien parelles casades, en un 16% dones solteres, i en un 22,5% no eren unitats familiars. En el 19,6% dels habitatges hi vivien persones soles el 9% de les quals corresponia a persones de 65 anys o més que vivien soles. El nombre mitjà de persones vivint en cada habitatge era de 2,69 i el nombre mitjà de persones que vivien en cada família era de 3,07.
Per edats la població es repartia de la següent manera: un 31,4% tenia menys de 18 anys, un 6,6% entre 18 i 24, un 31% entre 25 i 44, un 21,6% de 45 a 60 i un 9,4% 65 anys o més.
L'edat mediana era de 35 anys. Per cada 100 dones de 18 o més anys hi havia 85,1 homes.
La renda mediana per habitatge era de 43.977 $ i la renda mediana per família de 49.643 $. Els homes tenien una renda mediana de 35.441 $ mentre que les dones 24.886 $. La renda per capita de la població era de 16.357 $. Aproximadament el 6,9% de les famílies i el 8,2% de la població estaven per davall del llindar de pobresa.

## Poblacions més properes
El següent diagrama mostra les poblacions més properes.